# Vittorio Storaro
Vittorio Storaro (ur. 24 czerwca 1940 w Rzymie) – włoski operator filmowy, uważany za jednego z najwybitniejszych autorów zdjęć filmowych w całej historii kina. Zasłynął umiejętnym operowaniem światłem i cieniem oraz posługiwaniem się określoną kolorystyką w budowaniu znaczeń obrazu filmowego. Trzykrotny laureat Oscara za najlepsze zdjęcia.

## Życiorys
Syn operatora kinowego. Gdy miał 11 lat zaczął uczyć się tajników fotografii. W wieku osiemnastu lat rozpoczął studia operatorskie w rzymskiej szkole filmowej Centro sperimentale di cinematografia. Pracę na planie filmowym w charakterze asystenta operatora rozpoczął na początku lat 60. Od 1968 był samodzielnym autorem zdjęć do filmów fabularnych.
Na filmowe salony wprowadził go Bernardo Bertolucci. Storaro był autorem zdjęć do wielu filmów tego reżysera, takich jak Konformista (1970), Strategia pająka (1970), Ostatnie tango w Paryżu (1972), Wiek XX (1976), Ostatni cesarz (1987), Pod osłoną nieba (1990) czy Mały Budda (1993).
Od połowy lat 90. Storaro często współpracował z hiszpańskim reżyserem Carlosem Saurą. Był autorem zdjęć do takich jego filmów jak: Flamenco (1995), Tango (1998), Goya (1999, Europejska Nagroda Filmowa za najlepsze zdjęcia) i Ja, Don Giovanni (2009).
Wśród innych reżyserów, dla których pracował, należy wymienić: Francisa Forda Coppolę (Ten od serca, 1982; Tucker. Konstruktor marzeń, 1988), Warrena Beatty’ego (Czerwoni, 1981; Senator Bulworth, 1998), Alfonso Arau (Dar z nieba, 2000; Diabelskie sztuczki, 2010) i Woody'ego Allena (Śmietanka towarzyska, 2016; Na karuzeli życia, 2017).
Zasiadał w jury konkursu głównego na 44. MFF w Cannes (1991).

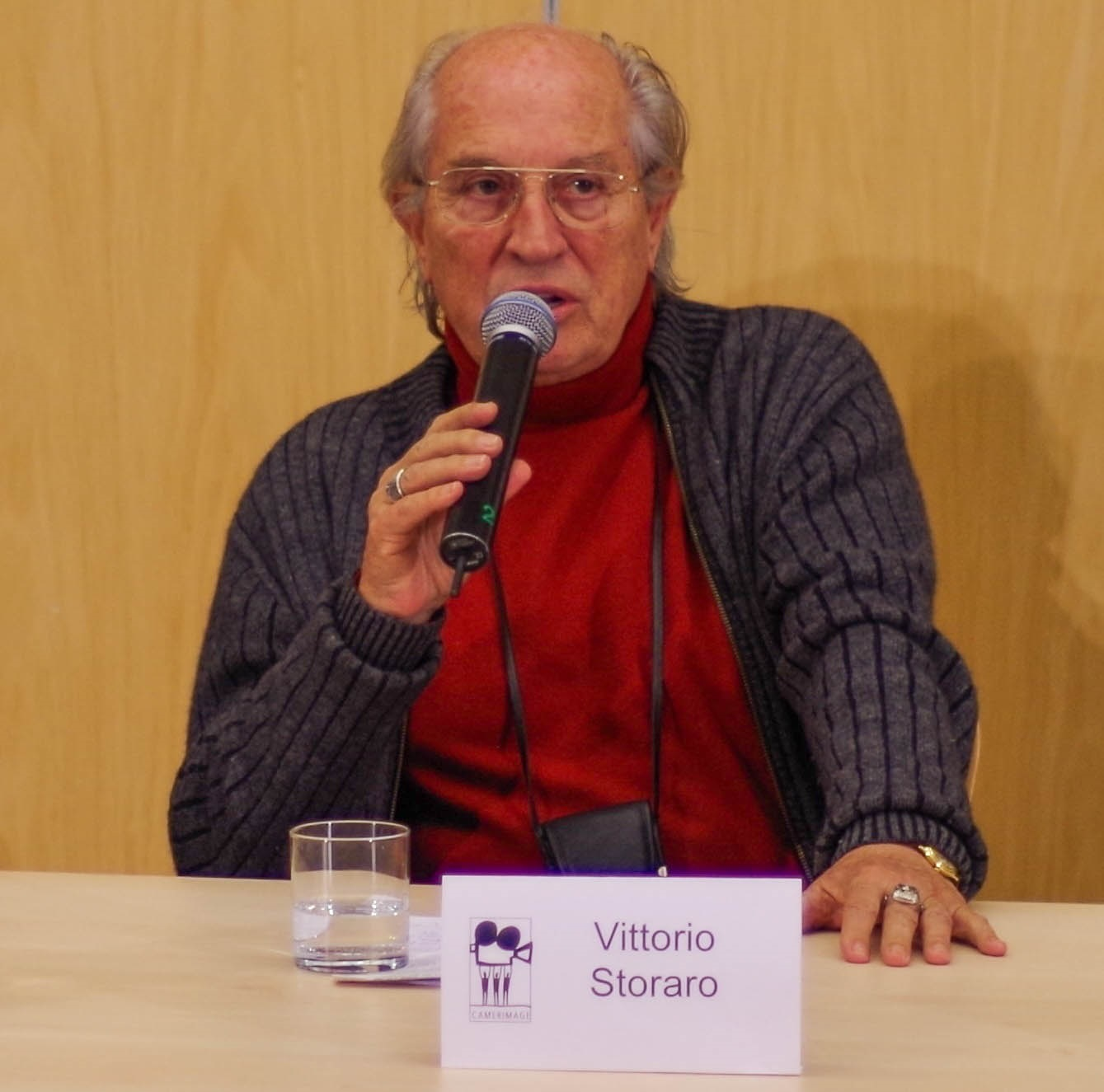
Energa Camerimage 2015

## Nagrody
Swojego pierwszego Oscara zdobył za zdjęcia do Czasu apokalipsy (1979) Francisa Forda Coppoli. Kolejną statuetkę odebrał dwa lata później za Czerwonych (1981) Warrena Beatty’ego. Trzeciego Oscara przyniosło mu ponowne artystyczne spotkanie z Bertoluccim i praca nad Ostatnim cesarzem (1987). Poza tym był jeszcze nominowany do Oscara za zdjęcia do Dicka Tracy’ego (1990). Jest też laureatem Nagrody BAFTA za zdjęcia do Pod osłoną nieba (1990).
W 1994 na festiwalu Camerimage odebrał nagrodę za całokształt twórczości. Otrzymał również tytuł doktora honoris causa łódzkiej filmówki (2001).